# Miguel Ángel Angulo
Miguel Ángel Angulo Valderrey (ur. 23 czerwca 1977 w Oviedo) – hiszpański piłkarz grający na pozycji pomocnika lub napastnika. Obecnie jest wolnym zawodnikiem. W latach 2004–2007 rozegrał 11 meczów dla reprezentant Hiszpanii.

## Kariera
Miguel zaczynał karierę w Sportingu Gijón w sezonie 1994/1995, skąd przeszedł do Valencii B w 1996 roku. W sezonie 1996/1997 został wypożyczony do Villarreal CF a po zakończeniu sezonu powrócił do Valencii. Razem z nią zdobył dwa razy mistrzostwo Hiszpanii, raz Puchar Hiszpanii i raz Puchar UEFA. W 2009 roku odszedł z Valencii do portugalskiego Sportingu i po 4 miesiącach został wolnym zawodnikiem.

## Sukcesy
- Mistrzostwo Hiszpanii – 2 razy (2002,2004)
- Puchar Króla – 1 raz (1999)
- Superpuchar Hiszpanii – 1 raz (1999)
- Puchar UEFA – 1 raz (2004)
- Superpuchar Europy – 1 raz (2004)